# Eudistoma incrustatum
Eudistoma incrustatum är en sjöpungsart som beskrevs av Monniot 1996. Eudistoma incrustatum ingår i släktet Eudistoma och familjen Polycitoridae. Inga underarter finns listade i Catalogue of Life.